# بلايند تشانيل
بلايند تشانيل هم فرقة بوست هاردكور من أولو،فنلندا. مثلوا فنلندا في مسابقة الأغنية الأوروبية 2021.